# Ángeles Araújo
María Ángeles Araújo Sánchez (Vigo, 28 febbraio 1964) è un'ex cestista spagnola.

## Carriera
Con la Spagna ha disputato i Campionati europei del 1983.